# Tălmaciu
Tălmaciu là một thị xã thuộc hạt Sibiu, România. Dân số thời điểm năm 2002 là 8828 người.